# 2015-ös FIFA strandlabdarúgó-világbajnokság
A 2015-ös strandlabdarúgó-világbajnokság volt a 8. világbajnokság a Nemzetközi Labdarúgó-szövetség rendezésében, összességében pedig a 18. vb a strandlabdarúgás történetében. Az eseményt 2015. július 9. és július 19. között rendezték meg, Portugáliában. 
A tornát a házigazda Portugália nyerte.

## Selejtezők
Az alábbi csapatok kvalifikálták magukat a 2015-ös strandlabdarúgó-világbajnokságra:
| Ázsiai zóna (AFC): - Irán - Japán - Omán Afrikai zóna (CAF): - Madagaszkár - Szenegál Európai zóna (UEFA): - Olaszország - Oroszország - Spanyolország - Svájc | Észak és Közép-Amerika és a Karibi zóna (CONCACAF): - Costa Rica - Mexikó Oceániai zóna (OFC): - Tahiti Dél-amerikai zóna (CONMEBOL): - Argentína - Brazília - Paraguay Rendező: - Portugália (Európa) |  |

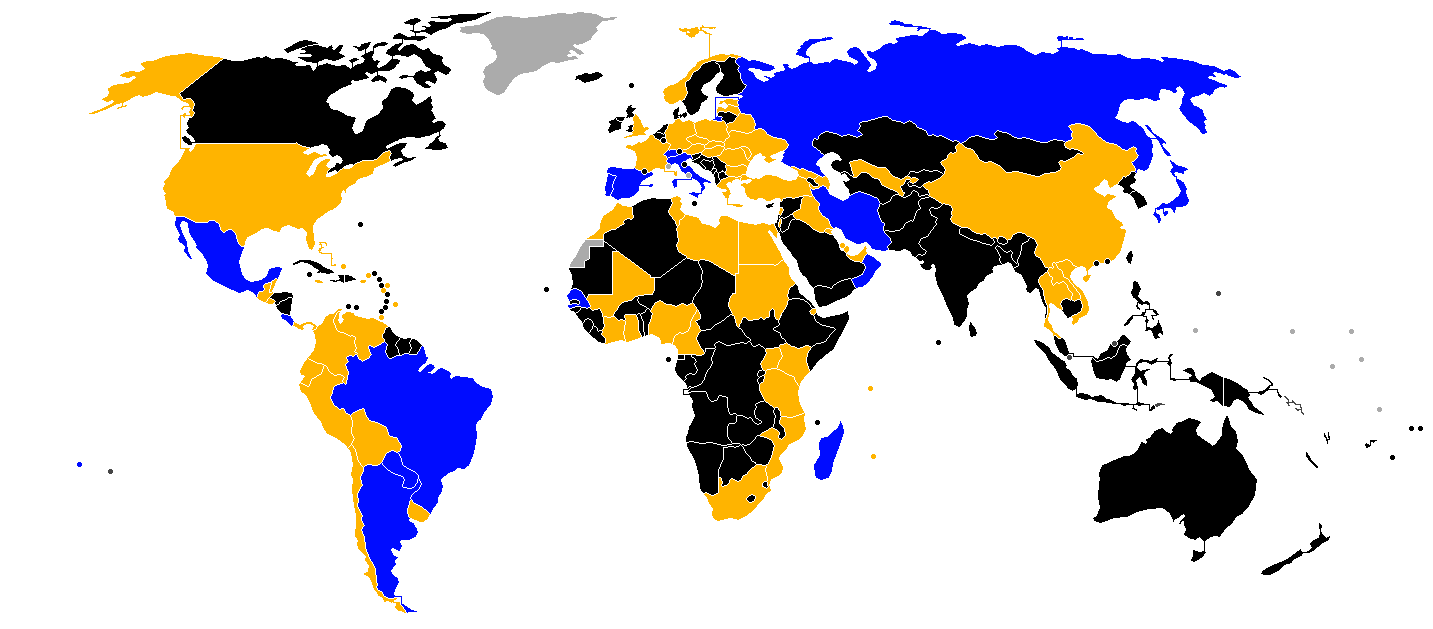
Kijutott a világbajnokságra
Kiesett a selejtezőkben
Visszalépett a selejtezőktől
Nem indult
Nem tagja a FIFA-nak.

## Helyszín
Az összes mérkőzést egyetlen helyszínen, Espinhoban rendezték.
| Espinho                |
| ---------------------- |
| Espinho Stadion        |
| Befogadóképesség: 3500 |

## Eredmények
| Megjegyzés                                                                          |
| ----------------------------------------------------------------------------------- |
| A csoportok első és második helyén végzett csapatok továbbjutottak a negyeddöntőkbe |

A kezdési időpontok közép-európai idő szerint (UTC+1:00) lettek megadva.

### A csoport
| Csapat     | M | Gy | Gy+ | Gy(B) | V | Lg | Kg | Gk | P |
| ---------- | - | -- | --- | ----- | - | -- | -- | -- | - |
| Portugália | 3 | 2  | 0   | 0     | 1 | 16 | 10 | +6 | 6 |
| Japán      | 3 | 2  | 0   | 0     | 1 | 10 | 10 | 0  | 6 |
| Argentína  | 3 | 1  | 0   | 0     | 2 | 9  | 14 | −5 | 3 |
| Szenegál   | 3 | 1  | 0   | 0     | 2 | 12 | 13 | −1 | 3 |

| 2015. július 9. 14:30 |

| Portugália                            | 4–2         | Japán                   |
| ------------------------------------- | ----------- | ----------------------- |
| Madjer 4' 22' Bê Martins 18' Alan 35' | Jegyzőkönyv | Haragucsi 23' Macuo 32' |

| Praia da Baía, Espinho Nézőszám: 3,500 Játékvezető: Juan Angeles (Dominikai Köztársaság) |

| 2015. július 9. 16:00 |

| Argentína                                            | 4–3         | Szenegál           |
| ---------------------------------------------------- | ----------- | ------------------ |
| Franceschini 8' F. Hilaire 11' Sirico 19' Minici 21' | Jegyzőkönyv | Baldé 5' Ndour 36' |

| Praia da Baía, Espinho Nézőszám: 2,400 Játékvezető: Sofien Benchabane (francia) |

| 2015. július 11. 14:30 |

| Szenegál                                           | 6–5         | Portugália                                       |
| -------------------------------------------------- | ----------- | ------------------------------------------------ |
| Thioune 9' Kamara 16' Baldé 25' Sylla 26' Fall 29' | Jegyzőkönyv | Belchior 7' Coimbra 16' Léo Martins 17' Alan 19' |

| Praia da Baía, Espinho Nézőszám: 3,500 Játékvezető: Bakhtiyor Namazov (üzbég) |

| 2015. július 11. 16:00 |

| Japán                       | 4–3         | Argentína                          |
| --------------------------- | ----------- | ---------------------------------- |
| Goto 15' Matsuo 16' Oba 24' | Jegyzőkönyv | F. Hilaire 2' Costas 21' López 32' |

| Praia da Baía, Espinho Nézőszám: 3,200 Játékvezető: Roman Borisov (orosz) |

| 2015. július 13. 14:30 |

| Portugália                                              | 7–2         | Argentína                            |
| ------------------------------------------------------- | ----------- | ------------------------------------ |
| Belchior 9' Madjer 12' Torres 16' Alan 18' Zé Maria 36' | Jegyzőkönyv | Sirico 32' (11-esből) S. Hilaire 33' |

| Praia da Baía, Espinho Nézőszám: 3,500 Játékvezető: Jelili Ogunmuyiwa (nigériai) |

| 2015. július 13. 16:00 |

| Japán                                     | 4–3         | Szenegál                     |
| ----------------------------------------- | ----------- | ---------------------------- |
| Goto 1' Tabata 10' Matsuo 16' Akaguma 21' | Jegyzőkönyv | Faye 33' N'Doye 34' Fall 36' |

| Praia da Baía, Espinho Nézőszám: 3,100 Játékvezető: Gustavo Domínguez (paraguayi) |

### B csoport
| Csapat      | M | Gy | Gy+ | Gy(B) | V | Lg | Kg | Gk  | P |
| ----------- | - | -- | --- | ----- | - | -- | -- | --- | - |
| Olaszország | 3 | 3  | 0   | 0     | 0 | 16 | 7  | +9  | 9 |
| Svájc       | 3 | 2  | 0   | 0     | 1 | 13 | 11 | +2  | 6 |
| Omán        | 3 | 1  | 0   | 0     | 2 | 11 | 11 | 0   | 3 |
| Costa Rica  | 3 | 0  | 0   | 0     | 3 | 6  | 17 | −11 | 0 |

| 2015. július 9. 13:00 |

| Olaszország                            | 6–1         | Costa Rica |
| -------------------------------------- | ----------- | ---------- |
| Gori 1' Zurlo 13' Villegas 19' (öngól) | Jegyzőkönyv | Pacheco 6' |

| Praia da Baía, Espinho Nézőszám: 3,400 Játékvezető: Ivo de Moraes (brazil) |

| 2015. július 9. 17:30 |

| Svájc                    | 5–2         | Omán                         |
| ------------------------ | ----------- | ---------------------------- |
| Misev 4' Ott 10' Leu 14' | Jegyzőkönyv | Al-Sauti 7' K. Al-Araimi 19' |

| Praia da Baía, Espinho Nézőszám: 1,800 Játékvezető: Jelili Ogunmuyiwa (nigériai) |

| 2015. július 11. 13:00 |

| Omán                             | 2–4         | Olaszország                    |
| -------------------------------- | ----------- | ------------------------------ |
| Y. Al-Araimi 8' K. Al-Araimi 22' | Jegyzőkönyv | Zurlo 12' Marinai 12' Gori 19' |

| Praia da Baía, Espinho Nézőszám: 3,450 Játékvezető: Bessem Boubaker (tunéziai) |

| 2015. július 11. 17:30 |

| Costa Rica                         | 3–4         | Svájc                                  |
| ---------------------------------- | ----------- | -------------------------------------- |
| Mendoza 24' Adanis 30' Pacheco 35' | Jegyzőkönyv | Stankovic 3' Ott 11' Leu 21' Borer 35' |

| Praia da Baía, Espinho Nézőszám: 2,500 Játékvezető: Mariano Romo (argentin) |

| 2015. július 13. 13:00 |

| Omán                                                     | 7–2         | Costa Rica  |
| -------------------------------------------------------- | ----------- | ----------- |
| Al-Dhabit 4' Y. Al-Araimi 17' Al-Alawi 19' Al-Qassmi 32' | Jegyzőkönyv | Johnson 19' |

| Praia da Baía, Espinho Nézőszám: 3,500 Játékvezető: Bessem Boubaker (tunéziai) |

| 2015. július 13. 17:30 |

| Svájc                             | 4–6         | Olaszország                                                        |
| --------------------------------- | ----------- | ------------------------------------------------------------------ |
| Ott 4' Schirinzi 5' Stankovic 34' | Jegyzőkönyv | Zurlo 3' Gori 4' Palmacci 15' Marinai 17' Frainetti 21' (11-esből) |

| Praia da Baía, Espinho Nézőszám: 3,200 Játékvezető: António Pereira (portugál) |

### C csoport
| Csapat        | M | Gy | Gy+ | Gy(B) | V | Lg | Kg | Gk | P |
| ------------- | - | -- | --- | ----- | - | -- | -- | -- | - |
| Brazília      | 3 | 3  | 0   | 0     | 0 | 11 | 5  | +6 | 9 |
| Irán          | 3 | 2  | 0   | 0     | 1 | 12 | 11 | +1 | 6 |
| Spanyolország | 3 | 1  | 0   | 0     | 2 | 9  | 9  | 0  | 3 |
| Mexikó        | 3 | 0  | 0   | 0     | 3 | 4  | 11 | −7 | 0 |

| 2015. július 10. 13:00 |

| Spanyolország                 | 5–6         | Irán                                                  |
| ----------------------------- | ----------- | ----------------------------------------------------- |
| Antonio 2' Nico 3' Llorenç 8' | Jegyzőkönyv | Boloukbashi 2' Mesigar 5' Mokhtari 19' Ahmadzadeh 34' |

| Praia da Baía, Espinho Nézőszám: 1,900 Játékvezető: Javier Bentancor (uruguayi) |

| 2015. július 10. 17:30 |

| Brazília                                                                   | 5–1         | Mexikó        |
| -------------------------------------------------------------------------- | ----------- | ------------- |
| Rodrigo 1' Bokinha 6' Bruno Xavier 12' Gonzalez 26' (öngól) Mauricinho 29' | Jegyzőkönyv | Maldonado 31' |

| Praia da Baía, Espinho Nézőszám: 3,500 Játékvezető: Łukasz Ostrowski (lengyel) |

| 2015. július 12. 13:00 |

| Mexikó                  | 1–3         | Spanyolország                              |
| ----------------------- | ----------- | ------------------------------------------ |
| Maldonado 1' (11-esből) | Jegyzőkönyv | Llorenç 3' Nico 17' Antonio 35' (11-esből) |

| Praia da Baía, Espinho Nézőszám: 2,500 Játékvezető: Turki Al-Salehi (ománi) |

| 2015. július 12. 17:30 |

| Irán                    | 3–4         | Brazília                                           |
| ----------------------- | ----------- | -------------------------------------------------- |
| Akbari 2' Ahmadzadeh 5' | Jegyzőkönyv | Ddi 2' Bruno Xavier 12' Bokinha 12' Mauricinho 26' |

| Praia da Baía, Espinho Nézőszám: 3,500 Játékvezető: Gionni Matticoli (olasz) |

| 2015. július 14. 13:00 |

| Mexikó              | 2–3         | Irán                              |
| ------------------- | ----------- | --------------------------------- |
| Gómez 19' Villa 22' | Jegyzőkönyv | Akbari 2' Ahmadzadeh 15' Dara 15' |

| Praia da Baía, Espinho Nézőszám: 1,600 Játékvezető: Laurynas Aržuolaitis (litván) |

| 2015. július 14. 17:30 |

| Brazília   | 2–1         | Spanyolország |
| ---------- | ----------- | ------------- |
| Rodrigo 2' | Jegyzőkönyv | Mérida 12'    |

| Praia da Baía, Espinho Nézőszám: 3,500 Játékvezető: Bakhtiyor Namazov (üzbég) |

### D csoport
| Csapat      | M | Gy | Gy+ | Gy(B) | V | Lg | Kg | Gk | P |
| ----------- | - | -- | --- | ----- | - | -- | -- | -- | - |
| Tahiti      | 3 | 3  | 0   | 0     | 0 | 18 | 14 | +4 | 9 |
| Oroszország | 3 | 2  | 0   | 0     | 1 | 17 | 14 | +3 | 6 |
| Paraguay    | 3 | 1  | 0   | 0     | 2 | 14 | 16 | −2 | 3 |
| Madagaszkár | 3 | 0  | 0   | 0     | 3 | 7  | 12 | −5 | 0 |

| 2015. július 10. 14:30 |

| Oroszország                                  | 7–5         | Paraguay                                   |
| -------------------------------------------- | ----------- | ------------------------------------------ |
| Romanov 7' Shishin 8' Shkarin 23' Leonov 25' | Jegyzőkönyv | López 1' Moran 3' Rodriguez 18' (11-esből) |

| Praia da Baía, Espinho Nézőszám: 2,100 Játékvezető: Suhaimi Mat Hassan (maláj) |

| 2015. július 10. 16:00 |

| Tahiti                                               | 4–3         | Madagaszkár                                           |
| ---------------------------------------------------- | ----------- | ----------------------------------------------------- |
| Labaste 4' Tepa 5' Tavanae 9' Bennett 17' (11-esből) | Jegyzőkönyv | Razafimandimby 2' Rabeasimbola 2' Razafimahatratra 6' |

| Praia da Baía, Espinho Nézőszám: 2,400 Játékvezető: Rubén Eiriz (spanyol) |

| 2015. július 12. 14:30 |

| Madagaszkár                             | 2–4         | Oroszország                             |
| --------------------------------------- | ----------- | --------------------------------------- |
| Rasolomandimby 17' Randriamampandry 19' | Jegyzőkönyv | Leonov 6' Romanov 7' Krasheninnikov 35' |

| Praia da Baía, Espinho Nézőszám: 2,700 Játékvezető: Warner Porras (Costa Rica-i) |

| 2015. július 12. 16:00 |

| Paraguay                       | 5–7         | Tahiti                                                          |
| ------------------------------ | ----------- | --------------------------------------------------------------- |
| Moran 2' López 27' Barreto 35' | Jegyzőkönyv | Tavanae 2' Labaste 4' Zaveroni 8' Tchen 8' Tepa 14' Taiarui 25' |

| Praia da Baía, Espinho Nézőszám: 3,500 Játékvezető: César Echevarria (Puerto Ricó-i) |

| 2015. július 14. 14:30 |

| Oroszország                                                                         | 6–7         | Tahiti                                              |
| ----------------------------------------------------------------------------------- | ----------- | --------------------------------------------------- |
| Bukhlitskiy 8' Shishin 8' Paporotnyi 20' Krasheninnikov 23' Romanov 35' Makarov 35' | Jegyzőkönyv | Li Fung Kuee 2' Taiarui 8' Lehartel 23' Torohia 35' |

| Praia da Baía, Espinho Nézőszám: 2,600 Játékvezető: Alex Valdiviezo (perui) |

| 2015. július 14. 16:00 |

| Paraguay                      | 4–2         | Madagaszkár        |
| ----------------------------- | ----------- | ------------------ |
| Moran 11' López 17' Rolon 26' | Jegyzőkönyv | Rasolomandimby 13' |

| Praia da Baía, Espinho Nézőszám: 3,100 Játékvezető: Ingilab Mammadov (azerbajdzsáni) |

## Egyenes kieséses szakasz
|  |                    |                    |              |             |       |             |             |             |               |               |               |       |       |
|  | Negyeddöntők       | Negyeddöntők       | Negyeddöntők |             |       | Elődöntők   | Elődöntők   | Elődöntők   |               |               | Döntő         | Döntő | Döntő |
|  | Negyeddöntők       | Negyeddöntők       | Negyeddöntők |             |       | Elődöntők   | Elődöntők   | Elődöntők   |               |               | Döntő         | Döntő | Döntő |
|  | július 16.         |                    |              |             |       |             |             |             |               |               |               |       |       |
|  |                    |                    |              |             |       |             |             |             |               |               |               |       |       |
|  | Olaszország        | Olaszország        | 3            |             |       |             |             |             |               |               |               |       |       |
|  | Olaszország        | Olaszország        | 3            | július 18.  |       |             |             |             |               |               |               |       |       |
|  | Japán              | Japán              | 2            |             |       |             |             |             |               |               |               |       |       |
|  | Japán              | Japán              | 2            |             |       | Olaszország | Olaszország | 6 (1)       |               |               |               |       |       |
|  | július 16.         |                    |              |             |       | Olaszország | Olaszország | 6 (1)       |               |               |               |       |       |
|  |                    |                    | Tahiti       | Tahiti      | 6 (3) |             |             |             |               |               |               |       |       |
|  | Tahiti             | Tahiti             | Tahiti       | Tahiti      | 6 (3) | 5           |             |             |               |               |               |       |       |
|  | Tahiti             | Tahiti             |              |             |       | 5           | július 19.  |             |               |               |               |       |       |
|  | Irán               | Irán               | 4            |             |       |             |             |             |               |               |               |       |       |
|  | Irán               | Irán               | 4            |             |       | Tahiti      | Tahiti      | 3           |               |               |               |       |       |
|  | július 16.         |                    |              |             |       | Tahiti      | Tahiti      | 3           |               |               |               |       |       |
|  |                    |                    | Portugália   | Portugália  | 5     |             |             |             |               |               |               |       |       |
|  | Portugália         | Portugália         | Portugália   | Portugália  | 5     | 7           |             |             |               |               |               |       |       |
|  | Portugália         | Portugália         | július 18.   |             |       | 7           |             |             |               |               |               |       |       |
|  | Svájc              | Svájc              | 3            |             |       |             |             |             |               |               |               |       |       |
|  | Svájc              | Svájc              | 3            |             |       | Portugália  | Portugália  | 4           | Bronzmérkőzés | Bronzmérkőzés | Bronzmérkőzés |       |       |
|  | július 16.         |                    |              |             |       | Portugália  | Portugália  | 4           | Bronzmérkőzés | Bronzmérkőzés | Bronzmérkőzés |       |       |
|  |                    |                    | Oroszország  | Oroszország | 2     |             |             | július 19.  | július 19.    | július 19.    |               |       |       |
|  | Brazília           | Brazília           | Oroszország  | Oroszország | 2     | 5           |             | július 19.  | július 19.    | július 19.    |               |       |       |
|  | Brazília           | Brazília           |              |             |       |             |             | Olaszország | Olaszország   | 2             |               |       |       |
|  | Oroszország (h.u.) | Oroszország (h.u.) | 6            |             |       |             |             | Olaszország | Olaszország   | 2             |               |       |       |
|  | Oroszország (h.u.) | Oroszország (h.u.) | 6            |             |       | Oroszország | Oroszország | 5           |               |               |               |       |       |
|  |                    |                    |              |             |       | Oroszország | Oroszország | 5           |               |               |               |       |       |

### Negyeddöntők
| 2015. július 16. 14:00 |

| Brazília                                                                | 5–6 (h. u.) | Oroszország                                                                |
| ----------------------------------------------------------------------- | ----------- | -------------------------------------------------------------------------- |
| Mão 9' Datinha 9' Mauricinho 9' Bokinha 31' (11-esből) Bruno Xavier 32' | Jegyzőkönyv | Paporotnyi 3' Shkarin 8' Shishin 13' Peremitin 29' Romanov 31' Shaikov 39' |

| Praia da Baía, Espinho Nézőszám: 3,500 Játékvezető: Jelili Ogunmuyiwa (nigériai) |

| 2015. július 16. 15:30 |

| Portugália                                                     | 7–3         | Svájc                 |
| -------------------------------------------------------------- | ----------- | --------------------- |
| Leu 2' (öngól) Madjer 13' Andrade 14' Belchior 15' Coimbra 27' | Jegyzőkönyv | Ott 11' Stankovic 15' |

| Praia da Baía, Espinho Nézőszám: 3,500 Játékvezető: Bakhtiyor Namazov (üzbég) |

| 2015. július 16. 18:30 |

| Tahiti                                            | 5–4         | Irán                                                 |
| ------------------------------------------------- | ----------- | ---------------------------------------------------- |
| Bennett 11' Tepa 27' Li Fung Kuee 30' Taiarui 32' | Jegyzőkönyv | Ahmadzadeh 13' Morshedi 14' Mesigar 27' Mokhtari 31' |

| Praia da Baía, Espinho Nézőszám: 2,700 Játékvezető: Rubén Eiriz (spanyol) |

### Elődöntők
| 2015. július 18. 18:30 |

| Portugália                        | 4–2         | Oroszország            |
| --------------------------------- | ----------- | ---------------------- |
| Jordan 9' Bê Martins 12' Novo 34' | Jegyzőkönyv | Makarov 8' Shishin 14' |

| Praia da Baía, Espinho Nézőszám: 3,500 Játékvezető: Łukasz Ostrowski (lengyel) |

### A 3. helyért
| 2015. július 19. 17:00 |

| Olaszország              | 2–5         | Oroszország                                         |
| ------------------------ | ----------- | --------------------------------------------------- |
| Palmacci 26' Marinai 33' | Jegyzőkönyv | Shaikov 4' Peremitin 11' Romanov 12' Paporotnyi 19' |

| Praia da Baía, Espinho Nézőszám: 3,500 Játékvezető: Suhaimi Mat Hassan (maláj) |

### Döntő
| 2015. július 19. 18:30 |

| Tahiti                       | 3–5         | Portugália                                          |
| ---------------------------- | ----------- | --------------------------------------------------- |
| Labaste 17' Li Fung Kuee 19' | Jegyzőkönyv | Madjer 1' Belchior 7' Coimbra 17' Novo 21' Alan 36' |

| Praia da Baía, Espinho Nézőszám: 3,500 Játékvezető: Rubén Eiriz (spanyol) |

| 2015-ös FIFA strandlabdarúgó-világbajnokság győztese |
| ---------------------------------------------------- |
| PORTUGÁLIA 2. cím                                    |

## Díjak
| adidas Aranylabda   | adidas Ezüstlabda | adidas Bronzlabda |
| ------------------- | ----------------- | ----------------- |
| Heimanu Taiarui     | Alan              | Madjer            |
| adidas Aranycipő    | adidas Ezüstcipő  | adidas Bronzcipő  |
| Pedro Moran         | Madjer            | Noel Ott          |
| 8 gólos             | 8 gólos           | 8 gólos           |
| adidas Aranykesztyű |                   |                   |
| Jonathan Torohia    |                   |                   |
| FIFA Fair Play díj  |                   |                   |
| Brazília            |                   |                   |

## Végeredmény
| Hely | Csapat        |
| ---- | ------------- |
| 1    | Portugália    |
| 2    | Tahiti        |
| 3    | Oroszország   |
| 4    | Olaszország   |
| 5    | Brazília      |
| 6    | Irán          |
| 7    | Japán         |
| 8    | Svájc         |
| 9    | Omán          |
| 10   | Spanyolország |
| 11   | Szenegál      |
| 12   | Paraguay      |
| 13   | Argentína     |
| 14   | Madagaszkár   |
| 15   | Mexikó        |
| 16   | Costa Rica    |

## Külső hivatkozások
- FIFA Beach Soccer Cup Portugal 2015. fifa.com. [2016. február 18-i dátummal az eredetiből archiválva]. (Hozzáférés: 2016. április 28.)
- FIFA Beach Soccer Cup Portugal 2015. beachsoccer.com. (Hozzáférés: 2016. április 28.)